# دانکا بارتکووا
دانکا بارتکووا (انگلیسی: Danka Barteková؛ زادهٔ ۱۹ اکتبر ۱۹۸۴) ورزشکار ورزش تیراندازی اهل اسلواکی است.
وی در مسابقات کشوری و بین‌المللی در مجموع برندهٔ ۹ مدال طلا، ۵ مدال نقره، ۱۳ مدال برنز شده‌است.